# Quapaw
Die Quapaw sind ein nordamerikanischer Indianerstamm aus dem Dhegiha-Zweig der Sioux-Sprachfamilie. Das traditionelle Wohngebiet der Quapaw lag im heutigen US-Bundesstaat Arkansas westlich des Mississippi. Der Stamm wurde unter dem Namen Quapaw Tribe of Indians bundesstaatlich anerkannt (federally recognized) und seine Mitglieder leben mehrheitlich in einem 53 km² großen Stammesgebiet im Ottawa County in Oklahoma (Oklahoma Tribal Statistical Area OTSA).

## Wohngebiet
Wie die anderen Mitglieder dieser Untergruppe, die Kansa, Omaha, Osage und Ponca, wanderten die Quapaw westwärts von der Atlantikküste, durch das Ohiotal, weiter den Mississippi River hinab bis in das heutige Arkansas, und vertrieben die dort lebenden Tunika und Illinois. Sie siedelten in dem fruchtbaren Gebiet, wo der Arkansas River in den Mississippi fließt, und gründeten vier Dörfer an der Mündung des Arkansas. Die Mehrzahl der Stammesmitglieder lebt heute im nordöstlichen Oklahoma.

## Sprache und Kultur
Sprachlich werden die Quapaw dem Dhegiha-Zweig der Sioux-Sprachfamilie zugeordnet. Die heute nicht mehr gesprochene Sprache wurde von den Linguisten James Owen Dorsey und Robert Rankin wissenschaftlich untersucht und dokumentiert. Es gibt aktuelle Versuche, die Quapaw-Sprache wie auch die eng verwandten Idiome der Kansa, Osage, Omaha und Ponca wiederzubeleben. Hierzu werden ein Sprachprogramm und geeignete Lerntechniken entwickelt.
Wie die mit ihnen eng verwandten Osage besaßen die Quapaw ein System von Clans und Zeremonien mit komplizierten Ritualen. Jeder Quapaw gehörte zu einer von zwei Moieties, die Himmel und Erde verkörperten. Der Stamm war in einundzwanzig Klans unterteilt, und jeder Klan bestand aus mehreren durch die männliche Linie verwandte Familien. Denn die Quapaw waren im Gegensatz zu vielen südlichen Stämmen patrilinear organisiert, das heißt, es wurden einige oder alle Ressourcen vom Vater an seine Söhne weitervererbt. Ein Quapaw konnte keine Frau aus der eigenen Moiety heiraten.
Die Quapaw lebten überwiegend vom Ackerbau und ihre Kultur wurde als fortschrittlicher als die der nördlichen Stämme angesehen. Sie bauten Maisiere, wilde Truthähne und Wasservögel wurden auf Gemeinschaftsjagden erlegt.
In der warmen Jahreszeit arbeiteten Quapaw-Frauen mit bloßem Oberkörper oder trugen Hemden aus Hirschleder. Verheiratete Frauen trugen ihr Haar offen, während unverheiratete Mädchen Zöpfe hatten, die mit Bändern verziert hinter beiden Ohren aufgerollt wurden. Männer waren im Sommer unbekleidet oder trugen einen Lendenschurz. Im Winter wurden von beiden Geschlechtern Leggings, Mokassins und mantelähnliche Fellumhänge getragen.
Ihre Dörfer waren von Palisaden geschützt und die öffentlichen Gebäude bestanden aus miteinander verzahnten Baumstämmen und Dächern aus Baumrinde. Oft befanden sie sich auf künstlichen Erhebungen, den so genannten Mounds, zum Schutz gegen die häufigen Überschwemmungen. Die normalen Häuser waren rechteckig und groß genug, um mehreren Familien Platz zu bieten.
Die Quapaw waren bekannt als exzellente Töpfer. Ihre Toten wurden gewöhnlich im Boden beerdigt, manchmal aber auch an einem Pfahl gelehnt in sitzender Position und wurden anschließend mit Erde bedeckt. Viele Quapaw konvertierten zur Peyote-Religion, die von einem Caddo namens John Wilson eingeführt worden war. Die Peyote-Religion enthält auch christliche Rituale und Symbole und wurde später unter dem Namen Native American Church bekannt.

## Geschichte
Als Hernando de Soto den Quapaw 1541 begegnete, bezeichnete er sie als Capaha oder Pacaha. Ihr Hauptort war stark befestigt, umgeben mit Palisaden und einem tiefen Graben. Er lag zwischen dem Mississippi und einem See westlich des Arkansas, wahrscheinlich im heutigen Phillips County. Den nächsten Kontakt mit Weißen hatten sie erst etwa 130 Jahre später, als der Jesuitenpater Jacques Marquette seine berühmte Reise den Mississippi abwärts machte und sie Akansea nannte. 1682 besuchte Robert Cavelier de La Salle die Quapaw, machte sie zu seinen Verbündeten und nahm formell ihr Land für Frankreich in Besitz.
Wie viele andere Stämme erlitten die Quapaw einen starken Bevölkerungsrückgang durch Krankheiten, die von den Europäern eingeschleppt wurden. 1699 wurden sie von einer Pockenepidemie heimgesucht, die der größte Teil des Stammes nicht überlebte. In einem Zeitraum von nur 80 Jahren wurde das Volk der Quapaw von 5000 auf etwa 700 Angehörige reduziert. Sogar heute gibt es noch nicht so viele Quapaw wie zu Beginn des 17. Jahrhunderts.
Nach dem Sieg Englands über Frankreich im sieben Jahre dauernden French-Indian War verlor Frankreich 1762 das Land westlich des Mississippi an die Spanier. Die Spanier und Engländer, wie schon zuvor die Franzosen, hatten erkannt, dass die Quapaw wichtige Verbündete waren. So versuchten die Briten erfolgreich, die Gunst der Quapaw mit Geschenken und hochwertigen Handelsgütern zu gewinnen. 1784 endete die traditionelle Feindschaft zwischen Quapaw und Chickasaw.
1801 wechselte die Herrschaft über das Gebiet, in dem die Quapaw lebten, erneut an die Franzosen unter Napoleon. Aber schon zwei Jahre später endete dessen Traum von einem amerikanischen Reich und er verkaufte Louisiana an die Vereinigten Staaten unter Präsident Thomas Jefferson. Auch die Quapaw hatten ihren Trail of Tears, als sie im Januar 1826 entlang des Red Rivers im nordwestlichen Louisiana in die Caddo-Reservation umgesiedelt wurden.
1834 wurden die Quapaw gezwungen, ihr Land am Arkansas zu verlassen und in das nordöstliche Indianerterritorium umzuziehen. Ihre Nachbarn waren nun die Shawnee, Seneca und Cayuga. Das 20. Jahrhundert begann sehr vielversprechend für die Quapaw, denn man fand reiche Blei- und Zinkvorkommen auf ihrem Land, und einige Quapaw brachten es zu Wohlstand.

## Aktuelle Situation

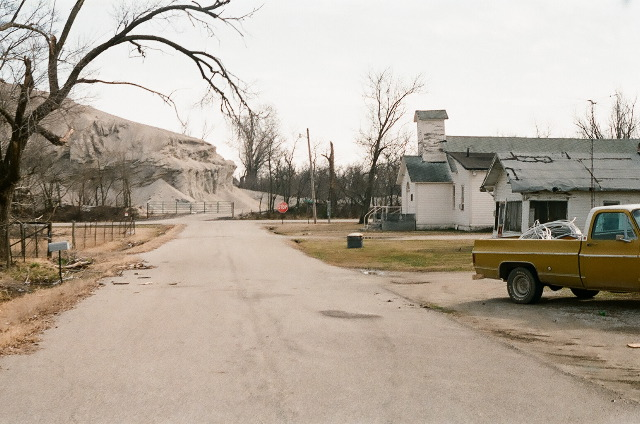
Straße in Picher, Oklahoma

Im Jahr 1919 wurden auf dem Gebiet der Quapaw große Blei- und Zinkvorkommen entdeckt. Bis in die 1970er Jahre blühte hier der Abbau der Schwermetalle und hinterließ ein 100 km² großes von den US-Behörden ausgewiesenes ökologisches Notstandsgebiet, das als Tar Creek Superfund Site bekannt ist. Der Hauptort Picher wurde aufgrund der Schwermetallbelastung aufgegeben und die rund 1000 Einwohner umgesiedelt. Hier arbeiteten während des Zweiten Weltkrieges rund 16.000 Menschen in den Minen. Picher ist Thema einer Episode in der Fernsehserie Zukunft ohne Menschen.
Die meisten Quapaw leben im Ottawa County mit dem Hauptort Quapaw (nahe Picher) im nordöstlichen Oklahoma. Der Stamm wird von einem siebenköpfigen Stammesrat regiert, der sich aus einem Vorsitzenden, einem Stellvertreter, einem Schatzmeister und vier weiteren Ratsmitgliedern zusammensetzt. Die Mitglieder des Stammesrats werden jedes Jahr im Juli neu gewählt. Laut US-Zensus aus dem Jahr 2000 wurden 2183 Stammesangehörige gezählt.

## Bekannte Quapaw
- Louis W. Ballard (1931–2007), Komponist